# Miss Mary
Miss Mary és una pel·lícula argentina de 1986, dirigida per María Luisa Bemberg i protagonitzada per Julie Christie, Nacha Guevara, Luisina Brando, Eduardo Pavlovsky, Gerardo Romano e Iris Marga. Es va estrenar el 31 de juliol de 1986.

## Sinopsi
L'acció es desenvolupa en una immensa estada argentina i s'inicia en l'estiu de 1938. És la història d'una família, símbol de l'oligarquia, que durant més de 50 anys va manejar el país com si fos la seva pròpia estada. Els seus integrants, allunyats de la realitat que s'aproxima, sords als rumors d'un món que va canviant les seves estructures, i indiferents a tot el que no sigui ells mateixos i una mica a la manera dels personatges de Txèkhov, somien un somni del qual despertaran abruptament amb l'arribada de Juan Domingo Perón en 1945. Totes aquestes circumstàncies, transcorregudes entre 1938 i 1945 (en coincidència amb la Dècada Infame, 1930-1943), són recordades per una singular dona, la institutriu anglesa Miss Mary, personatge representat per Julie Christie.

## Repartiment
- Julie Christie com Mary Mulligan
- Nacha Guevara com Mecha
- Eduardo Pavlovsky com Alfredo
- Gerardo Romano com Ernesto
- Iris Marga com Mamá Victoria
- Guillermo Battaglia com Avi
- Barbara Bunge com Teresa (neba)
- Donald McIntyre com Johnny
- Sofía Viruboff com Carolina
- Luisina Brando com Perla
- Alberto Busaid com Don Mateo
- Georgina Parpagnoli com Angelita
- Richardo Hanglin
- Carlos Pamplona
- Nora Zinski com Teresa (adulta)
- Regina Lamm
- Anne Henry
- Sandra Ballesteros
- Anita Larronde
- Alfredo Quesada
- Oswaldo Flores
- Tessi Gilligan
- Carlos Usay
- Óscar López
- Susana Verón
- Alberto Marty
- Beatriz Thibaudin
- Laura Feal
- Lidia Cortínez
- Juan Palomino
- Facundo Zuviría
- Lila Di Palma
- Mercedes Van Gelderen
- Paula María Muschietti
- Julio César Srur

## Producció
Moltes de les escenes que mostren l'interior i exterior d'una gran casona de camp d'estil neo-tudor van ser filmades en l'estada Sant Simón, situada al partido de Maipú (Província de Buenos Aires]).